# Kameleon pospolity
Kameleon pospolity, kameleon europejski (Chamaeleo chamaeleon) – gatunek jaszczurki z rodziny kameleonowatych (Chamaeleonidae). 
Występuje w południowej Hiszpanii i południowej Portugalii, na Malcie, Krecie i kilku innych greckich wyspach, w północnej Afryce (od Sahary Zachodniej po Egipt) oraz w południowo-zachodniej Azji – od Turcji i Cypru na południe po Jemen. Stwierdzenia z Wysp Kanaryjskich dotyczą prawdopodobnie osobników, które uciekły z niewoli, ale nie utworzyły samodzielnie utrzymujących się populacji. Introdukowane populacje występują na południu Włoch (Apulia i Kalabria; z Sycylii tylko stare stwierdzenia, obecnie gatunek tam nie występuje). Przypuszcza się, że populacje żyjące na Półwyspie Iberyjskim pochodzą od osobników introdukowanych tam przed 1500 rokiem.
Osiąga długość ciała 30 cm. Ubarwienie jest różnorodne, najczęściej zielone. Poluje na młode jaszczurki oraz owady.
Gatunek jest objęty konwencją waszyngtońską  CITES (załącznik II).

## Rozmnażanie
Gody zaczynają się z nadejściem lata. Samica składa w dołkach ziemi jajeczka (zazwyczaj w liczbie 20–40 sztuk). Dołki przysypuje piaskiem lub liśćmi i patykami. Okres inkubacji trwa od 5 do 9 miesięcy, w zależności od panującej temperatury otoczenia.